# إبراهيم الخير الله
إبراهيم الخير الله (2 أبريل 1984 -)، فنان كوميدي وكاتب سعودي. شارك في العديد من المسلسلات والأفلام، أبرزها فيلم (سطار)، وفيلم (أغنية الغراب).

## البدايات
بدايته ممثلاً كانت في سن الثانية عشر عبر المشاركة بأعمال مسرحية، ولكنه لم يشتهر بسبب صغر أدواره بتلك الأعمال، بينما كانت بدايته الفعلية كانت في عام 2000 في مسلسل الكارتوني شديد و تمام، واستمر فيها، وشارك بنفس العام في مشهد وحيد بمسلسل صياحة صياحة، بعد ذلك اشترك ببرنامج أرابز غوت تالنت بموسمه الأول ووصل إلى المرحلة النصف نهائية. ويعتبر من مؤسسي شركة لقچري إيڤنت التي قادت حركة الستاند آب كوميدي في المملكة العربية السعودية.
اشتهر بشخصية التمساح الذي قدمها في البداية في برنامج لا يكثر مع الفنان فهد البتيري، ثم قدمها في برنامج منفرد بعنوان التمساح، كلا البرنامجين كانا من إنتاج شركة تلفاز 11، شارك الممثلة زهرة عرفات بتقديم برنامج «زهرة الخليج» الذي كان في البداية يقدم به عروض ستاند أب كوميدي، في مطلع عام 2014 انضم إلى إذاعة «مكس اف ام».

## أعماله

### مسلسلات
- شديد وتمام (2000).
- صياحة صياحة (2007)
- شفت الليل (كضيف شرف).
- بلاني زماني (2019).
- محافظة مسامير (2021).[5]
- نت فلوركس2 (2023).
- الخطة ب (2024).[6]

### أفلام
- من ألف إلى باء (2015).
- مسامير (2020).
- سطار (2022).[7]
- أغنية الغراب (2022).[8]
- كورة (2022).[5]
- الخلاط + (2023).
- الزرفة (2025).[9]

### اليوتيوب
- برنامج لا يكثر، وهو البرنامج الذي كان له الفضل بظهوره الأول للجمهور وإعطائه فرصة الفرفشة (اليوتيوب).
- برنامج خمبلة (اليوتيوب).
- برنامج التمساح (اليوتيوب).
- برنامج ثواني من فضلك (اليوتيوب).
- مسامير (اليوتيوب).
- برنامج زهرة الخليج (قناة أبو ظبي).
- شديد وتمام (كارتون).
- شويغر (اليوتيوب).
- مسلسل يعرب (اليوتيوب).

### إذاعة
- برنامج السفينة (إذاعة مكس أف ام).
- برنامج خيرو شو (إذاعة مكس أف ام).

### برامج مسابقات
- الحصن (2019).[10]

## الكتابة
- فيلم (الزرفة) بالاشتراك مع محمد القرعاوي (2025).[11]